# Lumír

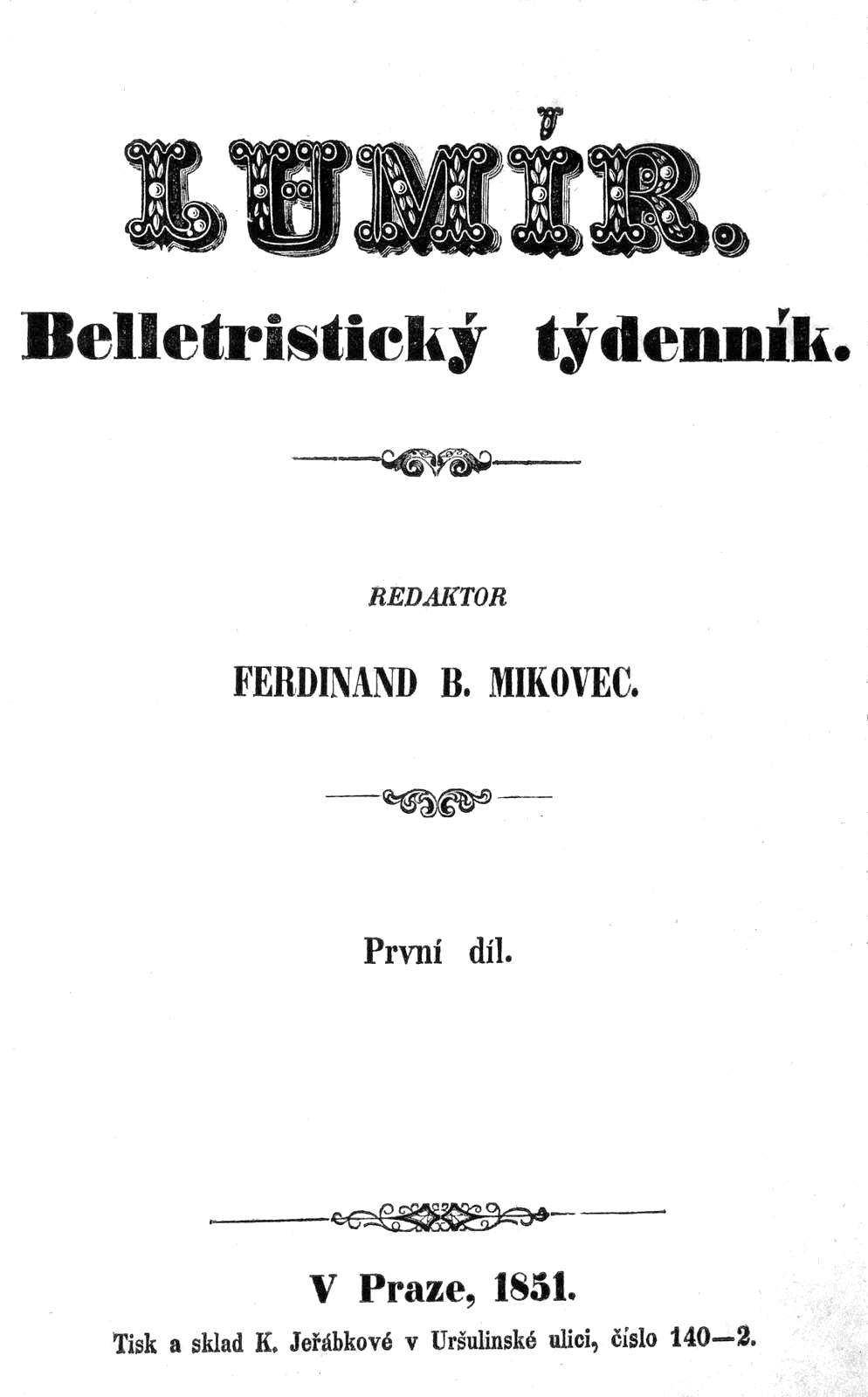
Titelseite der 1. Ausgabe 1851

Lumír war eine tschechische belletristische Zeitschrift, die von 1851 bis 1866 aufgelegt wurde und nach einer tschechischen Sagengestalt benannt war. Redigiert wurde sie von Ferdinand Břetislav Mikovec und ab 1863 von Vítězslav Hálek. Zu diesem Zeitpunkt hieß sie bereits „Goldenes Prag“ (Zlatá Praha).
Eine weitere Zeitschrift des gleichen Namens erschien seit 1898. Es handelte sich um ein periodisches Werk für Literatur und Kunst, ein gemeinsames Werk der sogenannten Lumírovci und Česká moderna, redaktionell geleitet von Václav Hladík. Eigentümer des Verlages war Firma J. Otto. Zu Beginn arbeiteten František Xaver Šalda und seine Schüler mit.
Die Zeitschrift erschien anfangs dreimal im Monat, lediglich in den Jahren 1900–1901 wurde sie wöchentlich herausgegeben. Zu großen Veränderungen kam es am 15. Oktober 1904, als Hladík eine Veränderung in eine Monatszeitschrift für Literatur, Kunst und öffentliches Leben vornahm. Am 12. November 1905 trat Jaroslav Vlček in die Redaktion ein. Am 11. Dezember 1905 verkündete der Literatenverein Umělecká beseda Lumír zu seinem neuen Verkündungsorgan. Am 8. September 1907 übernahm Viktor Dyk die Redaktion, 1911 traten der Redaktion Jaroslav Kamper bei.
Durch sein Mitwirken wurde Lumír offizielles Verkündungsorgan des Zirkels tschechischer Schriftsteller (Kruh českých spisovatelů). Für die Zeitschrift schrieben inzwischen auch jüngere Literaten, sofern sie nicht Mitglied der Gruppe Novina oder Moderní Revue waren. Während des Ersten Weltkrieges erreichte Lumír eine Spitzenstellung, mit regelmäßigen antiösterreichischen Beiträgen von Dyk, Otakar Theer, Petr Křička, Arne Novák, die auch versuchten das Gefühl der tschechischen Nation einzufangen.
Nach dem Tod von Dyk wurde die Zeitschrift vom redaktionellen Team Zdeněk Kalista, Rudolf Medek, Karel Sezima, František Skácelík geleitet. 1928 verkaufte Ota-Verlag die Zeitschrift an Knihovna Lumíra. 1934 redigierte Hanuš Jelínek als verantwortlicher Redakteur, mit Kalista, Medek und Redaktionsmitgliedern Štěpán Jež, Jan Opolský, und anderen die Redaktion.
Die Zeitschrift wurde 1940 eingestellt.